# 庫里維爾 (印第安納州)
庫里維爾（英語：Curryville）是位於美國印地安納州亞當斯縣的一個非建制地區。該地的面積和人口皆未知。

## 地理
庫里維爾的座標為40°47′11″N 85°04′19″W / 40.78639°N 85.07194°W，而該地的平均海拔高度為256米（即840英尺）。